# Alain Delon
Alain Fabien Maurice Marcel Delon (n. 8 noiembrie 1935, Sceaux, Seine, Franța – d. 18 august 2024, Douchy-Montcorbon⁠(d), Centre-Val de Loire, Franța) a fost un actor și producător francez. Este unul dintre cei mai cunoscuți actori din cinematografia franceză și sex simbol al anilor '60, '70 și '80. În 1985, a câștigat Premiul César pentru cel mai bun actor pentru interpretarea sa din Notre histoire (1984). În 1991, a primit Legiunea de Onoare a Franței. La cel de-al 45-lea Festival Internațional de Film de la Berlin, a câștigat Ursul de Aur de Onoare. La Festivalul de Film de la Cannes 2019, a primit Palme d'Or de onoare.
Delon a obținut critici elogioase pentru roluri din filmele În plin soare (1960), Rocco și frații săi (1960), Eclipsa (1962), Ghepardul (1963), Samuraiul (1967), Piscina (1969), Cercul roșu (1970), Polițistul (1972) și Monsieur Klein (1976). De-a lungul carierei sale, Delon a lucrat cu mulți regizori, printre care Luchino Visconti, Jean-Luc Godard, Jean-Pierre Melville, Michelangelo Antonioni și Louis Malle. În 1973 Delon a înregistrat popularul duet „Paroles, paroles” cu Dalida. A dobândit cetățenia elvețiană în 1999.

## Primii ani
Alain Delon s-a născut în Sceaux, Seine (astăzi Hauts-de-Seine), Île-de-France, o suburbie bogată a Parisului. Părinții săi, Édith (născută Arnold; 1911–1995) și Fabien Delon (1904–1977), au divorțat când Delon avea patru ani. Ambii s-au recăsătorit și, drept urmare, Delon are o soră vitregă și doi frați vitregi. Bunica lui paternă era corsicană, din Prunelli-di-Fiumorbo. Când părinții săi au divorțat, Delon a fost trimis să locuiască cu părinți asistenți; după ce aceștia au murit, părinții lui Delon au preluat custodia comună asupra lui, dar aranjamentul s-a dovedit nesatisfăcător. Delon a urmat un internat catolic, prima dintre mai multe școli din care a fost exmatriculat din cauza comportamentului indisciplinat. Delon a părăsit școala la 14 ani și a lucrat pentru o scurtă perioadă în măcelaria tatălui său vitreg. S-a înrolat în Marina Franceză trei ani mai târziu, la vârsta de 17 ani, iar în perioada 1953-1954 și-a servit țara ca pușcaș marin în Primul Război din Indochina.

## Cariera timpurie
În 1956, după serviciul naval, Delon s-a întors în Franța, unde a lucrat ca ospătar, portar, secretar și asistent de vânzări. În acest timp, s-a împrietenit cu actrița Brigitte Auber cu care a făcut o călătorie la Festivalul de Film de la Cannes, unde avea să înceapă cariera lui în film.

### Primele roluri în film
La Cannes, Delon a fost văzut de un căutător de talente pentru David O. Selznick. După un test de ecran, Selznick i-a oferit un contract, cu condiția să învețe engleza. Delon s-a întors la Paris pentru a studia limba, dar când l-a întâlnit pe regizorul francez Yves Allégret, a fost convins că ar trebui să rămână în Franța pentru a-și începe cariera. Selznick i-a permis lui Delon să-și anuleze contractul, iar Allégret l-a ajutat să debuteze în filmul cu Edwige Feuillère, Quand la femme s'en mêle (1957) (Când se amestecă femeia). Marc Allégret l-a distribuit în Sois belle et tais-toi (1958), în care a jucat și tânărul Jean-Paul Belmondo. Apoi i s-a dat primul său rol principal, alături de Romy Schneider în filmul romantic de epocă, Christine (1958), bazat pe un roman de Arthur Schnitzler. El și Schneider au început în viața reală o poveste de dragoste foarte mediatizată. Filmul a fost pe locul șaptesprezece în lista celor mai populare filme la box office-ul francez în acel an.

## Consacrare profesională

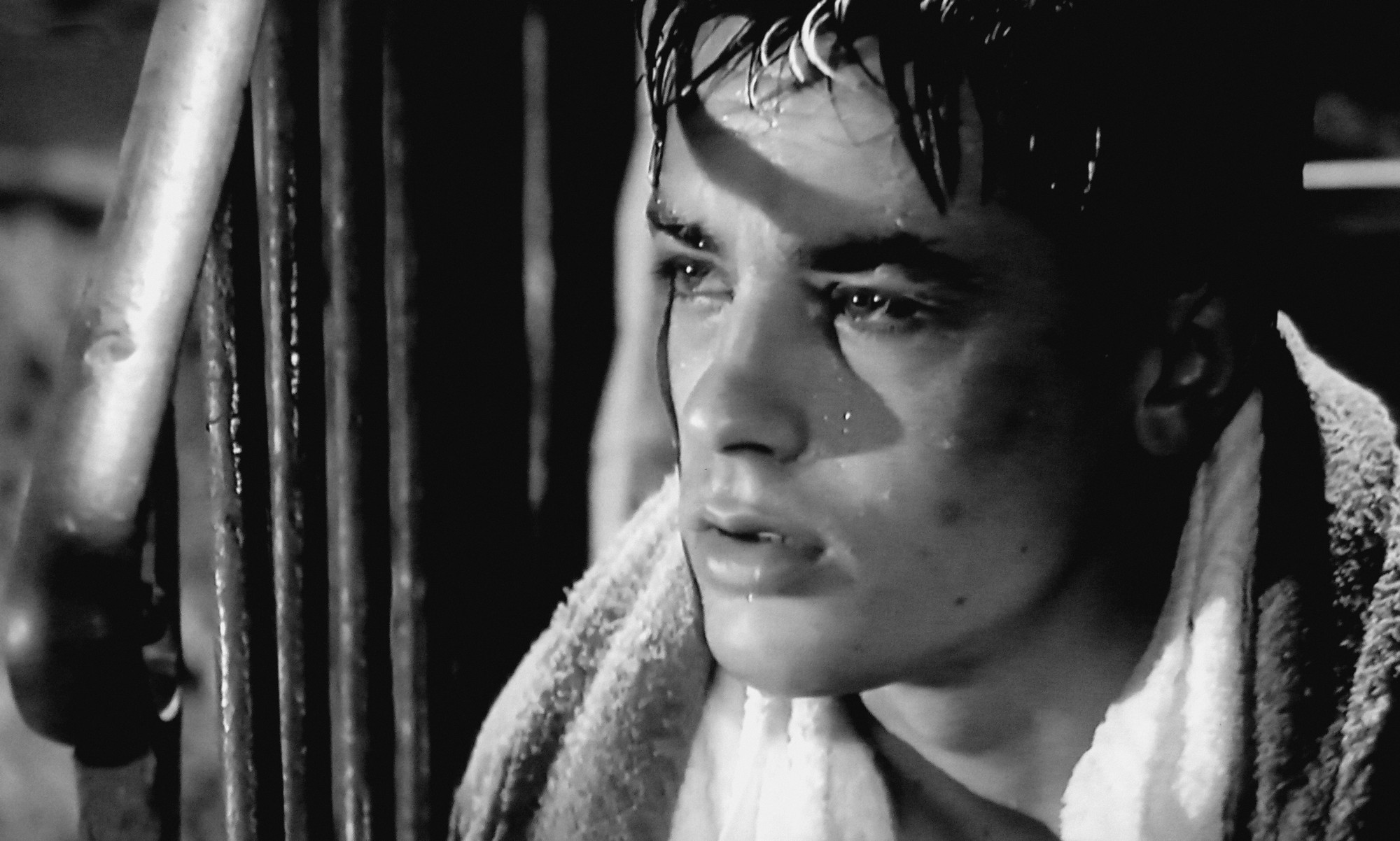
Delon în Rocco și frații săi (1960)

Delon a primit rolul principal în comedia Faibles femmes (1959). Acesta a fost un mare succes în Franța și primul dintre filmele lui Delon care a fost văzut în America. Delon a fost de câteva ori la New York pentru a promova filmul. Era un prieten cunoscut al gangsterului de origine sârbă Vojislav Stanimirovic.

### Faimă internațională

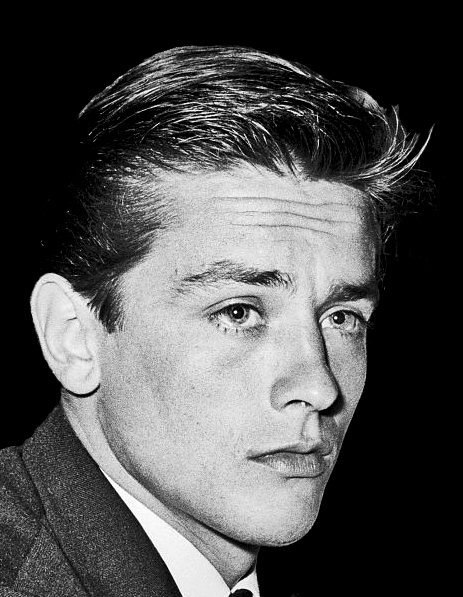
Delon în 1961

Delon a realizat apoi două filme care i-au asigurat reputația internațională. În 1960, a apărut în filmul lui René Clément În plin soare, bazat pe romanul Talentatul domn Ripley de Patricia Highsmith. Delon l-a jucat pe protagonistul Tom Ripley, care a fost apreciat de critici; Highsmith a fost un fan al portretizării sale. Filmul a fost un succes în Franța și în circuitul caselor de artă din țările de limbă engleză. Apoi a jucat rolul principal în Rocco și frații săi (1960) în regia lui Luchino Visconti. Criticul Bosley Crowther de la The New York Times a scris că munca lui Delon a fost „înduioșător de flexibilă și expresivă”.
Delon și-a făcut debutul pe scenă în 1961 în piesa lui John Ford „Ce păcat că-i târfă”, alături de Romy Schneider la Paris. Visconti a regizat producția care a doborât recordurile de box office. S-a reunit cu René Clément în comedia italiană despre fascism, Bucuria de a trăi (1961). A fost un succes minor. Mai popular a fost un film de antologie cu vedete, Les Amours célèbres (1961), unde a jucat alături de Brigitte Bardot. În această perioadă, Delon a fost menționat ca o posibilitate pentru obținerea rolului  principal în Lawrence al Arabiei. Peter O'Toole a fost ales în cele din urmă, dar apoi Delon a semnat cu Seven Arts pentru un acord cu patru filme, inclusiv un film internațional cu buget mare despre povestea lui Marco Polo și Regele Parisului, despre Alexandre Dumas. Niciunul dintre proiecte nu s-a realizat. În schimb, a fost distribuit de Michelangelo Antonioni alături de Monica Vitti în Eclipsa (1962), un succes major de critică, însă publicul care a văzut filmul n-a fost numeros. Mai popular a fost un alt film, Dracul și cele 10 porunci (1963), unde Delon a jucat cu Danielle Darrieux.

### MGM
Producătorul Jacques Bar făcea un film cu Jean Gabin, cu sprijinul MGM, intitulat Any Number Can Win (1963). Co-starul alături de Gabin trebuia să fie Jean-Louis Trintignant până când Delon l-a influențat pe Bar pentru a obține acest rol. A luat drepturile de distribuție a filmului în anumite țări în locul unui salariu. Deoarece acest lucru nu se mai făcuse niciodată în Franța, aceasta a fost cunoscută sub numele de „metoda lui Delon”. Pariul a dat roade bune, Jean Gabin afirmând mai târziu că Delon a câștigat de 10 ori mai mulți bani decât a câștigat el. Cu toate acestea, în 1965, Delon a susținut că „nimeni altcineva nu a mai încercat-o de atunci și a făcut bani”.
Această experiența i-a dat lui Delon gustul pentru producție. A semnat un contract pentru cinci file cu MGM, dintre care Any Number Can Win a fost primul. Reputația sa a crescut atunci când a lucrat din nou cu Visconti pentru Il Gattopardo (Ghepardul) cu Burt Lancaster și Claudia Cardinale. Acesta a fost al șaptelea mare succes al anului în Franța; Any Number Can Win a fost al șaselea. Ghepardul a fost, de asemenea, ecranizat în SUA prin 20th Century Fox. Delon era acum una dintre cele mai populare vedete din Franța. A jucat într-un swashbuckler, Laleaua neagră (1964), un alt film de succes.
Les Félins (1964), care l-a reunit cu Rene Clement și cu Jane Fonda în rol principal, a fost filmat în versiunile franceză și engleză. Acesta din urmă a fost distribuit de MGM, dar nu a fost un succes. În 1964, Cinémathèque Française a organizat o expoziție a filmelor lui Delon, iar Delon a înființat o companie de producție, Delbeau Production, cu Georges Beaume. Ei au produs un film numit L'insoumis (1964), unde Delon a jucat rolul unui asasin OAS. A trebuit reeditat din cauza unor probleme legale. În ciuda faptului că a fost distribuit de MGM, audiența a fost mică.

## Star Hollywood
Distribuit ca „Latin Lover”, Delon și-a petrecut următorii câțiva ani concentrându-se pe realizarea filmului la Hollywood și a spus în 1965 că vrea să facă un film în America și unul în Europa în fiecare an. El a mai spus că accentul lui l-a împiedicat să joace anumite roluri: „Din cauza accentului meu nu aș încerca să joc americani. Lucrez la eliminarea inflexiunilor distincte franceze din discursul meu, astfel încât să pot juca toate naționalitățile continentale.
A început cu un mic rol într-o antologie cu vedete pentru MGM, intitulată The Yellow Rolls-Royce (1965), alături de Shirley MacLaine. A fost popular, deși Delon nu avea nimic de făcut. A avut primul său rol principal în limba engleză în Once a Thief, unde a jucat împreună cu Ann-Margret. A fost bazat pe un roman al lui Zekial Marko care scrisese Any Number Can Win, dar nu a avut același succes. A fost finanțat de MGM, care a anunțat că Delon va apărea într-un western Ready for the Tiger regizat de Sam Peckinpah, dar filmul nu a fost niciodată realizat. În schimb, Delon a semnat un contract de trei filme cu Columbia, pentru care a apărut în filmul de acțiune cu buget mare Lost Command (1966), jucând un membru al Legiunii Străine Franceze, alături de Anthony Quinn și Claudia Cardinale.
Studioul a anunțat, de asemenea, că va apărea în filmul Cervantes, dar acest lucru nu a fost realizat niciodată.  Universal Studios l-a folosit pe Delon într-un western, Texas Across the River, unde a jucat alături de Dean Martin. Ray Stark a vrut să-l folosească în Noaptea iguanei și Proprietate condamnată. Nu a apărut în nici unul dintre acestea, dar a jucat în Is Paris Burning? regizat de René Clément, jucându-l pe Jacques Chaban-Delmas. Acesta a fost un succes uriaș în Franța, dar a avut o performanță dezamăgitoare la box office-ul SUA – la fel ca toate filmele lui Delon finanțate de Hollywood. Delon a rămas o vedetă masivă în Franța. Alături de Steve McQueen și Sean Connery, a fost unul dintre cele mai mari vedete din Japonia. Cu toate acestea, el nu a putut face progrese în SUA.

## Întoarcerea în Franța

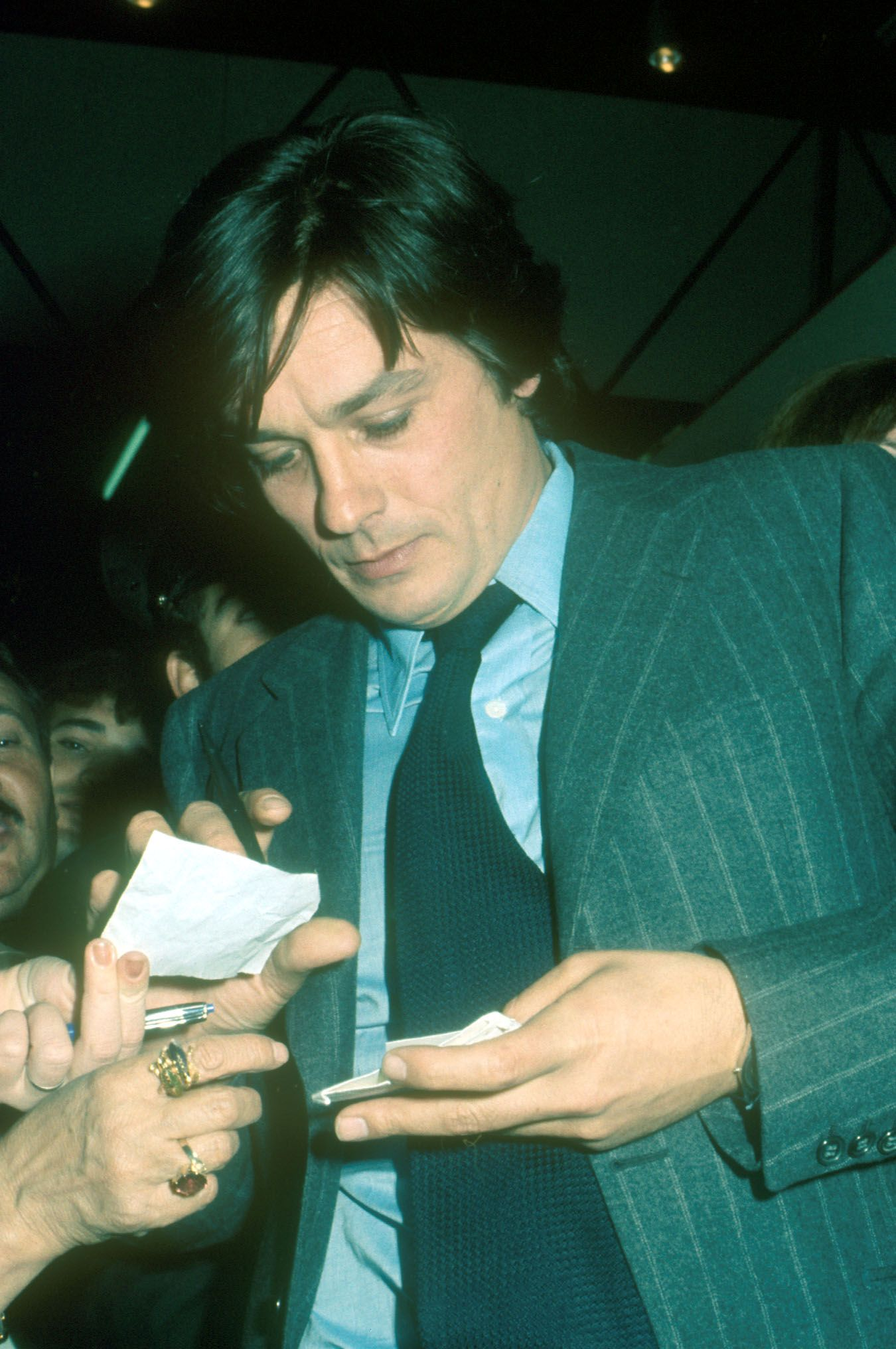
Delon dând autografe, 1971

După șase filme la Hollywood, Delon s-a întors în Franța pentru a face Aventurierii alături de Lino Ventura. A fost unul dintre cele mai populare filme ale lui Delon din anii 1960, dar nu a fost popular în America de Nord. Urma să lucreze din nou cu Visconti în Străinul, dar nu a ajuns să îl joace. În schimb, a apărut pe scena din Paris, Les Yeux Creves și a făcut Samuraiul cu Jean-Pierre Melville, film care a devenit un alt clasic.
A jucat rolul unui amnezic în Diaboliquement vôtre (1967) pentru Julien Duvivier și a avut un rol într-un alt film antologie, Povestiri extraordinare (1968); segmentul său a fost regizat de Louis Malle și a jucat împreună cu Brigitte Bardot.  Delon a mai avut o încercare de cinema în limba engleză cu The Girl on a Motorcycle (1968) cu Marianne Faithfull pentru regizorul Jack Cardiff.  A fost un film de succes surpriză în Marea Britanie. Mult mai popular la box office-ul francez a fost La revedere, prietene (Adieu l'ami), unde Delon și Charles Bronson i-au jucat pe foști legionari care se implică într-un furt. Filmul l-a ajutat pe Charles Bronson să se transforme într-un adevărat star în Europa.

### Afacerea Marković și filme cu gangsteri
În timp ce realiza thrillerul Piscina  din 1969 cu Romy Schneider, prietenul și bodyguardul lui Delon, Stevan Marković a fost găsit ucis într-o groapă de gunoi din apropierea Parisului. Ancheta poliției a dezvăluit afirmații despre petreceri sexuale care implicau celebrități precum Delon și membri ai guvernului francez, inclusiv viitorul președinte Georges Pompidou, a cărui soție, Claude Pompidou, ar fi fost subiectul unei serii de fotografii compromițătoare la una dintre aceste petreceri.

Gangsterul corsican François Marcantoni, un prieten al lui Delon, a fost suspectat de implicare în crimă. Subiectul a câștigat notorietate în toată Franța și în presa franceză ca „afacerea Marković”.  Într-un interviu BBC din 1969, Delon a fost chestionat despre presupusa sa implicare în moartea lui Marković, despre zvonurile despre implicarea sa în petrecerile sexuale și despre gusturile sexuale ale lui Delon 
Reporter: Oamenii, încă o dată, nu vă spun direct în față, dar sugerează foarte, foarte puternic că aveți gusturi homosexuale?

Delon: Ce e în neregulă dacă aș fi avut? Sau am făcut-o? Aș fi vinovat de ceva? Dacă îmi place, o voi face. Avem un mare actor în Franța pe nume Michel Simon și Michel Simon a spus odată: „Dacă îți place capra ta, fă dragoste cu capra ta”. Tot ceea ce contează este să iubești.
Delon a jucat apoi într-o serie de filme cu gangsteri. Primul a fost Jeff (1969), realizat de propria sa companie de producție, Adel. În Clanul sicilienilor (1969) Delon a colaborat cu Lino Ventura și Jean Gabin, iar filmul a fost un blockbuster. Și mai popular a fost Borsalino (1970), produs de Delon și în care a jucat alături de Jean-Paul Belmondo. Cu toate acestea, nici unul dintre aceste filme nu a avut succes în SUA, așa cum sperase Delon. Nici Cercul roșu, în ciuda faptului că Delon a jucat împreună cu Yves Montand. Pentru o schimbare de ritm, a produs o dramă romantică, Madly (1970), care nici nu a succes. Nici comedia Să nu exagerăm (Doucement les basses) (1971).

## Mai multe filme internaționale

Lino Ventura, Jean Gabin și Delon pe platourile de filmare la Clanul sicilienilor (1969)

La începutul anilor 1970, Delon a făcut o altă încercare pe piața vorbitoare de limba engleză. Asasinarea lui Trotsky (1972) în regia lui Joseph Losey a fost prost primit, dar Soarele roșu (1972), cu Charles Bronson și Toshiro Mifune, s-a descurcat bine. În Franța a apărut alături de Simone Signoret în Văduva Couderc (1971). A făcut al treilea film cu Melville, Polițistul (Un flic) (1972). Delon a produs și a jucat într-o dramă romantică, Profesorul (1972), apoi a realizat câteva thrillere: Tratament de șoc (1973) și Tony Arzenta (1973). În 1973, a înregistrat un duet cu Dalida, „Paroles, paroles”, care a devenit una dintre cele mai recunoscute cântece franceze. A încercat din nou pentru celebritatea de la Hollywood cu Scorpio (1973), cu Burt Lancaster în regia lui Michael Winner, însă filmul a avut un succes minor.
În Franța, a făcut Ferma suspiciunilor (1973) și La Race des seigneurs (1974). A produs Doi oameni în oraș (1974), film în care s-a reîntâlnit cu Jean Gabin și Borsalino & Co. (1974), o continuare a succesului său anterior. După un alt thriller cu gangsteri, Les Seins de glace (1974), Delon s-a întors la primul său swashbuckler de la Laleaua Neagră, interpretând personajul principal din filmul italo-francez Zorro din 1975. A mai făcut câteva filme cu crime: Le Gitan (1975), Flic Story (1975) (cu Jean-Louis Trintignant), Comme un boomerang (1976) și Armaguedon (1976). În 1976, Delon a jucat în Monsieur Klein, pentru care a fost nominalizat la Premiul César.
S-a întors la o altă serie de thrillere în care a jucat și a produs: L'Homme pressé (1977), Alibi pentru un prieten (1977), Le Gang (1977), Atenție, copiii se uită (1978). În 1979, Delon a declarat că doar un sfert din activitățile sale de afaceri implică filme, că are, de asemenea, „o afacere cu elicoptere, construiește mobilier, promovează lupte cu premii și cai de cursă” și că era încă interesat să devină o stea în America. În 1979, a făcut o ultimă încercare de a obține celebritatea la Hollywood, semnând cu agentul Sue Mengers și jucând în The Concorde ... Airport '79 (1979). Filmul nu a avut un mare succes. Delon a revenit la filmele franceze pe care le-a produs: Doctorul (1979) și Trei oameni periculoși (1980).

### Anii 1980 și 1990
Teheran 43 (1981) a fost o schimbare de ritm. În această mare producție sovietică, a jucat împreună cu Claude Jade și Curd Jürgens într-un rol co-protagonist alături de actori ruși. Apoi a revenit la filmele cu gangsteri: Afacerea Pigot (1981), Le choc (1982), Le Battant (1983). A primit premiul César pentru cel mai bun actor pentru rolul din filmul lui Bertrand Blier Notre histoire (1984) și l-a portretizat pe dandy-ul aristocratic Baron de Charlus într-o adaptare cinematografică a romanului lui Marcel Proust Un amour de Swann în același an. A reluat thrillerele: Parole de flic (1986), Le Passage, Ne réveillez pas un flic qui dort (1988) și Dancing Machine (1990). Un film notabil în acest timp a fost Nouvelle Vague al lui Jean-Luc Godard în 1990, în care Delon a jucat gemeni. Ultimul rol major al lui Delon a fost în filmul lui Patrice Leconte Une chance sur deux în 1998, o altă dezamăgire de box office. Delon și-a anunțat decizia de a renunța la actorie în 1997, deși încă acceptă ocazional roluri.
Delon a dobândit cetățenia elvețiană la 23 septembrie 1999, iar compania care gestionează produsele vândute sub numele său are sediul la Geneva. A locuit în Chêne-Bougeries din cantonul Geneva.

### Anii 2000

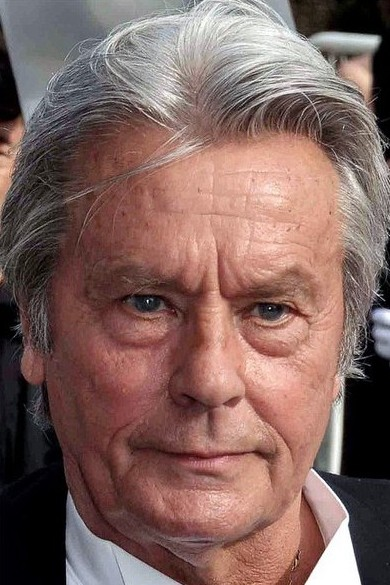
Alain Delon în 2010

În 2001, Delon a jucat în drama de televiziune franceză Fabio Montale. El a jucat un polițist îmbătrânit, îmbrăcat în haine elegante, un rol de „semnătură Delon” pentru public. Spectacolul a fost un mare succes. În 2003, Delon a încercat să recreeze succesul lui Fabio Montale și a produs și a jucat într-o altă dramă polițienească de televiziune franceză, Frank Riva. S-a descurcat bine, dar mai puțin decât Fabio Montale. El a jucat, în 2008, în rolul lui Iulius Cezar în succesul de box-office Asterix aux jeux Olympiques, unde a jucat împreună cu Gérard Depardieu.  În această perioadă, a jucat mai ales roluri în filme TV și a jucat, de asemenea, unele roluri pe scena franceză. A regizat el însuși un film de televiziune în 2008, cu Anouk Aimee, intitulat Love Letters, bazat pe o piesă de A.R. Gurney. În 2018, după o pauză de șapte ani de cinema, Delon plănuia să joace într-un nou film, intitulat La Maison Vide, cu Juliette Binoche și regizat de Patrice Leconte. Cu toate acestea, în noiembrie 2018, presa franceză a anunțat că proiectul a fost anulat. Nu a fost dat niciun motiv specific pentru anulare. Ultimele sale roluri până în prezent au fost în filmul de televiziune din 2011 Une journée ordinaire, în producția rusă din 2012 S Novym godom, Mamy! în care s-a jucat pe sine însuși și a apărut din nou ca el însuși în filmul din 2019 Toute Ressemblance ca invitat într-un talk-show.
În aprilie 2019, la 83 de ani, Delon a lansat un nou single. Piesa, intitulată Je n'aime que toi, a fost compusă de Rick Allison și Julia Paris. Deja în 1973, Delon a marcat un duet de succes internațional cu cântăreața egipteano-franceză Dalida pe piesa Paroles...paroles. În 1983 a colaborat cu Shirley Bassey la hitul internațional Thought I'd ring you.
La Festivalul de Film de la Cannes 2019, care a avut loc între 14 și 25 mai, Delon a primit un Palme d'Or onorific pentru cariera sa îndelungată în filme. O retrospectivă a unora dintre filmele sale a avut loc la festival. Au existat multe controverse cu privire la primirea acestui premiu de către Delon din cauza presupuselor remarci pe care le-a făcut cu privire la tratamentul femeilor în timpul carierei și în viața sa privată. Thierry Fremaux, directorul artistic al festivalului, a declarat publicului de la Cannes în timpul unui omagiu la ceremonie: „Știm că intoleranța a revenit, ni se cere să credem că, dacă toți gândim la fel, ne va proteja de riscul de a nu fi plăcut sau de a greși, dar lui Alain Delon nu îi este frică să greșească, de a nu fi plăcut, și nu gândește ca alții și nici nu se teme să fie singur”. „Pentru mine, este mai mult decât sfârșitul unei cariere. Este sfârșitul unei vieți. Simt că primesc un tribut postum în timp ce sunt în viață”, a spus Delon. El a primit premiul de la fiica sa Anouchka Delon.

## Viața privată
La 20 martie 1959, Delon s-a logodit cu actrița Romy Schneider, pe care a cunoscut-o la filmări la filmul Christine (1958). În timpul relației lor, a avut o aventură cu actrița, cântăreața și modelul german Nico. În 1962, Nico a născut un fiu, Christian Aaron Boulogne (Ari Päffgen) „Ari”, dar Delon nu a recunoscut niciodată copilul ca fiind al lui; Ari a fost crescut o perioadă de părinții lui Delon. În 1964, Delon și Schneider s-au despărțit. După moartea lui Romy în 1982, el a mărturisit că Romy Schneider a fost dragostea vieții sale.
În 1963, Delon a cunoscut-o pe tânăra divorțată Francine Canovas (un model cunoscut profesional ca Nathalie Barthélémy). În ianuarie 1964, Barthélémy a rămas însărcinată cu Delon. La 13 august 1964, s-au căsătorit, iar ea a luat numele de Nathalie Delon. Fiul lor Anthony Delon, cel de-al doilea copil al ei, s-a născut la 30 septembrie 1964. În 1967, Alain Delon a cerut divorțul. Cuplul a divorțat la 14 februarie 1969.
La mijlocul anilor 1960, Delon a avut o scurtă relație cu Dalida; cei doi fuseseră prieteni de la prima întâlnire la Paris în 1955, unde erau vecini în aceeași clădire de pe Champs-Élysées.
În august 1968, în timpul filmărilor pentru filmul La piscine, Delon a cunoscut-o pe actrița franceză Mireille Darc și i-a cerut să filmeze împreună un film. Au început o relație care a durat până în 1982. Mai târziu a avut relații scurte cu actrița Anne Parillaud și cu Catherine Bleynie, fosta soție a lui Didier Pironi.
Delon a avut o scurtă relație cu dansatoarea și actrița născută în Guadelupa Maddly Bamy. A cunoscut-o pe Bamy pe platourile de filmare de la La Piscine, unde Bamy a avut un rol mic. Întrucât Delon era și partenerul lui Mireille Darc la acea vreme, el și-a împărțit viața cu două femei. Bamy a încheiat relația în 1971 și a devenit astfel ultima parteneră a lui Jacques Brel. Triunghiul lor amoros a servit drept inspirație pentru filmul din 1969 Madly, în care au jucat Delon și Darc. Darc a scris și scenariul filmului sub numele ei adevărat, Mireille Aigroz.
În 1987, Delon a întâlnit modelul olandez Rosalie van Breemen pe platoul videoclipului pentru piesa sa „Comme au cinéma” și cei doi au început o relație. Au împreună avut doi copii: Anouchka Delon (25 noiembrie 1990) și Alain-Fabien Delon (18 martie 1994). Relația s-a încheiat în 2001.
Delon a locuit în Chêne-Bougeries din Cantonul Geneva, Elveția, și Douchy, Loiret, Franța.
În timpul unui interviu din 2013, Delon și-a exprimat sprijinul față de partidul politic francez de extremă dreapta Frontul Național, spunând „Frontul Național, ca și MCG [Mișcarea cetățenilor de la Geneva] din Geneva, este foarte important... Îl încurajez și îl înțeleg perfect”. Delon a fost prieten bun cu boxerul argentinian campion mondial Carlos Monzón.
În septembrie 2019, Christian Aaron „Ari” Boulogne l-a dat în judecată pe Alain Delon pentru recunoașterea paternității.

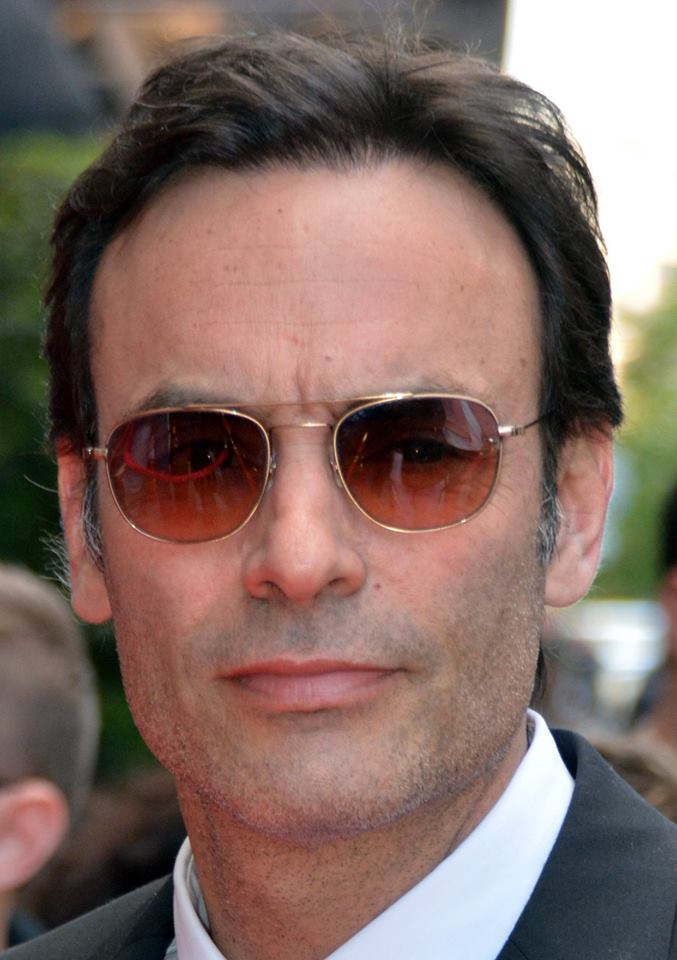
Anthony Delon (n. 1964)
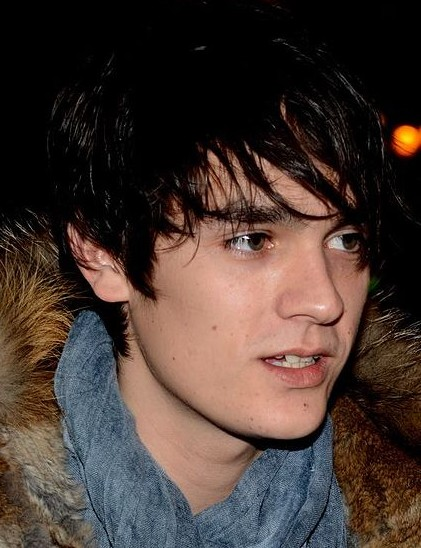
Alain-Fabien Delon (n. 1994)

## Onoruri
- La Festivalul de Film de la Cannes 2019, a primit Palme d'Or onorific.[87][88][89]
- La Festivalul Internațional de Film Transilvania 2017 a primit Premiul pentru întreaga carieră.[90]
- La cea de-a 45-a ediție a Festivalului Internațional de Film de la Berlin, a câștigat Ursul de Aur de Onoare.[91]
- Delon apare pe coperta albumului din 1986 The Queen Is Dead de The Smiths.
- A fost numit Officier (Ofițer) al Ordre national du Mérite în 1995.[92]
- A fost numit Chevalier (Cavaler) al Legiunii de Onoare la 21 februarie 1991.[93] A fost promovat la funcția de ofițer în 2005.[93]
- Piesa „Beautiful Killer” de pe cel de-al doisprezecelea album de studio al Madonna, MDNA, este un tribut adus lui Delon.[94]
- Piesa „A Look From The Screen” a trupei ruse Nautilus Pompilius este un tribut adus lui Delon.[95]

## Filmografie

### Film

Alain Delon în Les Centurions (1966)

#### Anii 1940
- 1949: Le Rapt d'Olivier Bourguignon (scurt metraj mut de 22 de secunde[96] )

#### Anii 1950
- 1957: Quand la femme s'en mêle, regia Yves Allégret: Jo
- 1957: Sois belle et tais-toi, regia Marc Allégret: Loulou
- 1958: Christine, regia Pierre Gaspard-Huit: Franz Lobheiner
- 1959: Faibles Femmes, regia Michel Boisrond: Julien Fenal
- 1959: Le Chemin des écoliers, regia Michel Boisrond: Antoine Michaud

#### Anii 1960
- 1960: În plin soare de René Clément : Tom Ripley / Philippe Greenleaf
- 1960: Rocco și frații săi (Rocco e i suoi fratelli) de Luchino Visconti : Rocco Parondi
- 1961: Quelle joie de vivre (Che gioia vivere) de René Clément : Ulysse Cecconato
- 1961: Les Amours célèbres de Michel Boisrond (sketch Agnès Bernauer) : Le duc Albert de Bavière
- 1962: La Femme rousse (Die Rote) de Helmut Käutner : (non crédité)
- 1962: Eclipsa (L'eclisse) de Michelangelo Antonioni : Piero
- 1962: Dracul și cele 10 porunci (Diable et les Dix Commandements) de Julien Duvivier : Pierre Messager
- 1962: L'Échiquier de Dieu de Christian-Jaque (film inachevé)
- 1963: Carambolages de Marcel Bluwal : M. Lambert
- 1963: Mélodie en sous-sol d'Henri Verneuil : Francis Verlot
- 1963: Ghepardul (Il gattopardo) de Luchino Visconti : Tancredi
- 1964: Laleaua neagră de Christian-Jaque : Guillaume et Julien de Saint-Preux
- 1964: L'Insoumis de Alain Cavalier : Thomas Vlassenroot
- 1964: Les Félins de René Clément : Marc
- 1964: Rolls Royce-ul galben (The Yellow Rolls-Royce) de Anthony Asquith : Stefano
- 1964: L'Amour à la mer de Guy Gilles
- 1965: A fost cândva hoț (Once a Thief) de Ralph Nelson : Eddie Pedak
- 1966: Arde Parisul? de René Clément : Jacques Chaban-Delmas
- 1966: Texas Across the River de Michael Gordon : Don Andrea Baldazar
- 1966: Lost Command de Mark Robson : Philippe Esclavier
- 1967: Aventurierii de Robert Enrico : Manu Borelli
- 1967: Diaboliquement vôtre de Julien Duvivier : Georges Campo
- 1967: Samuraiul (Le Samouraï) de Jean-Pierre Melville : Jef Costello
- 1968: La revedere, prietene (Adieu l'ami) de Jean Herman : Dino Barran
- 1968: Girl on a Motorcycle de Jack Cardiff : Daniel
- 1968: Ho ! de Robert Enrico
- 1968: Piscina (La Piscine) de Jacques Deray : Jean-Paul Leroy
- 1968: Histoires extraordinaires (sketch William Wilson) de Louis Malle : William Wilson / son jumeau
- 1969: Jeff de Jean Herman : Laurent
- 1969: Clanul sicilienilor (Le Clan des Siciliens) de Henri Verneuil : Roger Sartet

#### Anii 1970
- 1970: Borsalino de Jacques Deray : Roch Siffredi
- 1970: Cercul roșu (Le Cercle rouge) de Jean-Pierre Melville : Corey
- 1970: Madly de Roger Kahane : Julien Dandieu
- 1970: Crepa padrone, crepa tranquillo de Piero Schivazappa și Jacques Deray (film neterminat)
- 1971: Să nu exagerăm (Doucement les basses) de Jacques Deray : Simon Médieu
- 1971: Soare roșu (Soleil rouge) de Terence Young : Gotch
- 1971: Fantasia chez les ploucs de Gérard Pirès : (apariție)
- 1971: Asasinarea lui Troțki (L'assassinio di Trotsky) de Joseph Losey : Frank Jackson
- 1971: Văduva Couderc (La Veuve Couderc) de Pierre Granier-Deferre : Jean Lavigne
- 1972: Polițistul (Un flic)  de Jean-Pierre Melville : Le commissaire Édouard Coleman
- 1972: Le Professeur (La prima notte di quiete) de Valerio Zurlini : Daniele Dominici
- 1972: A fost odată un polițist (Il était une fois un flic), regia Georges Lautner : bărbatul care-l caută pe Rodriguez (cameo, nemenționat)
- 1972: Traitement de choc d'Alain Jessua : Le  Devilers
- 1973: Les Grands Fusils (Tony Arzenta) de Duccio Tessari : Tony Arzenta
- 1973: Scorpio de Michael Winner : Jean Laurier, dit « Scorpio »
- 1973:  Ferma suspiciunilor (Les Granges brûlées) de Jean Chapot : Le juge Pierre Larcher
- 1973: La Race des seigneurs de Pierre Granier-Deferre : Julien Dandieu
- 1973: Doi oameni în oraș (Deux Hommes dans la ville)  de José Giovanni : Gino Strabliggi
- 1974: Borsalino and Co. de Jacques Deray : Roch Siffredi
- 1974: Les Seins de glace de Georges Lautner : Marc Rilson
- 1975: Zorro de Duccio Tessari : Don Diego de la Vega / Zorro
- 1975 Povestea unui polițist (Flic Story), regia Jacques Deray : Roger Borniche
- 1975: Le Gitan de José Giovanni : Hugo Sennart
- 1976: Armaguedon de Alain Jessua : Michel Ambroise
- 1976: Khenchela city de Claude Elbaz : băiatul
- 1976: Comme un boomerang de José Giovanni : Jacques Batkin
- 1976: Monsieur Klein de Joseph Losey : Robert Klein
- 1977: Le Gang de Jacques Deray : Robert
- 1977: L'Homme pressé de Édouard Molinaro : Pierre Niox
- 1977: Alibi pentru un prieten (Mort d'un pourri) de Georges Lautner : Xavier Maréchal
- 1978: Attention, les enfants regardent de Serge Leroy : bărbatul
- 1979: Aeroport '79: Concorde (Airport '79, the Concorde) de David Lowell Rich : căpitanul Paul Metrand
- 1979: Le Toubib de Pierre Granier-Deferre : Jean-Marie Desprée

#### Anii 1980
- 1980: Teheran 43, regia Alexandre Alov și Vladimir Naoumov : Georges Foche
- 1980: Trei oameni periculoși (Trois Hommes à abattre), regia Jacques Deray : Michel Gerfaut
- 1981: Afacerea Pigot (Pour la peau d'un flic), regia Alain Delon : Choucas
- 1982: Le Choc de Robin Davis : Martin Terrier / Christian
- 1983: Reușita (Le Battant), regia Alain Delon : Jacques Darnay
- 1984: Un amour de Swann, regia Volker Schlöndorff : baronul de Charlus
- 1984: Notre histoire, regia Bertrand Blier : Robert Avranches
- 1985: Parole de flic, regia José Pinheiro : Daniel Pratt
- 1986: Le Passage, regia René Manzor : Jean Diaz
- 1988: Ne réveillez pas un flic qui dort, regia José Pinheiro : Eugène Grindel

#### Anii 1990
- 1990: Dancing Machine de Gilles Béhat : Alan Wolf
- 1990: Nouvelle Vague de Jean-Luc Godard : Roger Lennox
- 1992: Le Retour de Casanova de Édouard Niermans : Giacomo Casanova
- 1993: Un crime de Jacques Deray : Charles Dunand
- 1994: L'Ours en peluche de Jacques Deray : Jean Rivière
- 1995: Les Cent et Une Nuits de Simon Cinéma de Agnès Varda : Alain Delon
- 1997: Le Jour et la Nuit de Bernard-Henri Lévy : Alexandre
- 1998: Une chance sur deux de Patrice Leconte : Julien Vignal
- 1998  Le Musée du cinéma Henri Langlois de Jacques Richard (scurt metraj) : naratorul[97]

#### Anii 2000

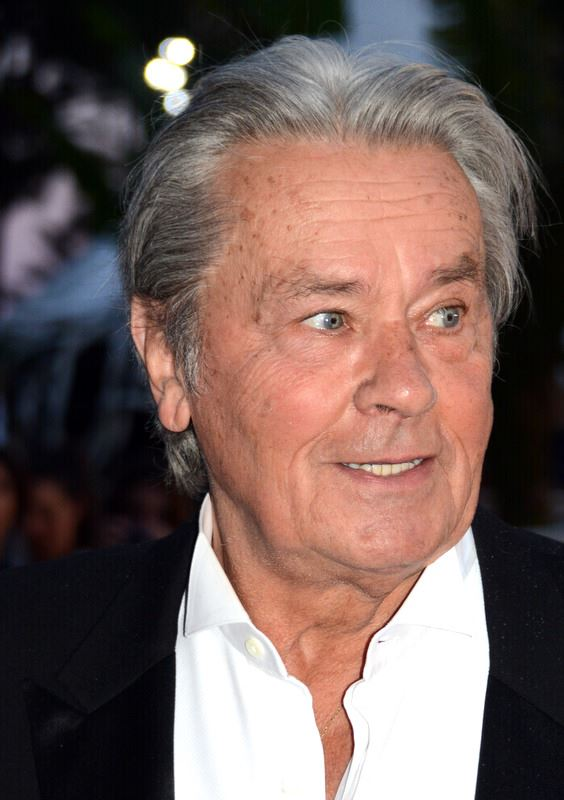
Alain Delon în 2013.

- 2000: Les Acteurs de Bertrand Blier : el însuși
- 2008: Astérix aux Jeux olympiques de Frédéric Forestier și Thomas Langmann : Iulius Cezar

#### Anii 2010
- 2012: Bonne Année, les mamans ! de Sarik Andreassian
- 2019: Toute ressemblance… de Michel Denisot

### Televiziune
- 1962: Le chien de François Chalais
- 1978: Le Bel Indifférent de Marion Sarraut
- 1988: Cinéma de Philippe Lefebvre
- 2002: Fabio Montale de José Pinheiro : Fabio Montale
- 2003: Frank Riva de Patrick Jamain, sezon 1 : Frank Riva
- 2003: Le Lion de José Pinheiro : John Bullit
- 2004: Frank Riva de Patrick Jamain, sezon 2 : Frank Riva
- 2010: Un mari de trop de Louis Choquette
- 2011: Belmondo, itinéraire… de Vincent Perrot și Jeff Domenech (documentar)
- 2011: L'Occupation intime de Isabelle Clarke (documentar) : narator

## Teatru

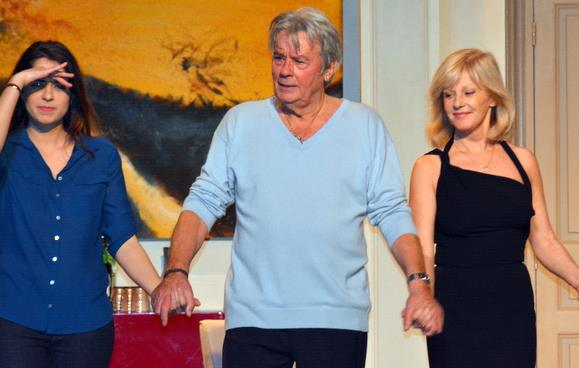
Alain Delon la sfârșitul reprezentației Une journée ordinaire (2013).

- 1961: Dommage qu'elle soit une putain de John Ford
- 1968: Les yeux crevés de Jean Cau
- 1996: Variations énigmatiques de Éric-Emmanuel Schmitt
- 1998: Variations énigmatiques de Éric-Emmanuel Schmitt
- 2004: Les montagnes russes de Eric Assous
- 2007: Sur la route de Madison, după un roman de Robert James Waller, regia Anne Bourgeois
- 2008: Love Letters de Albert Ramsdell Gurney
- 2011: Une journée ordinaire de Éric Assous, regia Jean-Luc Moreau
- 2013: Une journée ordinaire d'e ric Assous, regia Anne Bourgeois, turneu

## Discografie
- 1967: Laetitia : coloana sonoră a filmului The Adventurers
- 1973: Paroles... Paroles... : duet cu Dalida, coperta unui duet italian înregistrat de Mina și Alberto Lupo; melodia a fost înregistrată la Studio des Dames din Paris în 1972
- 1983: Thought I'd ring you : duet cu Shirley Bassey
- 1985: I Don't Know : duet cu Phyllis Nelson, coloana sonoră a filmului Parole de flic
- 1987: Comme au cinéma : muzica de Romano Musumarra
- 2006: Modern Style : duet cu Françoise Hardy (versuri și muzica de Jean Bart), înregistrat pe albumul (Parenthèses...)
- 2013: Les Moulins de mon cœur [98], cântec înregistrat în 1968[99][100]